# Jesús Soliño García
Jesús Soliño García (n. Cangas, Galicia, España), más conocido como Suso Soliño, es un jugador del balonmano español. Juega en la posición de extremo derecho en el BM Cangas en Liga ASOBAL. Tiene 45 años, pesa 82 kg y mide 1,82m.

## Equipos
- BM Cangas (1994 - actualidad)

## Palmarés
- 3 ascensos a Divisor de honor, Liga ASOBAL. 94-95/08-09/11-12
- Convocado con el combinado gallego.